# Sergej Petrosjan
Sergej Arsenovič Petrosjan (in armeno Սերգեյ Պետրոսյան?, in russo Сергей Арсенович Петросян?; Baku, 7 giugno 1988 – Gorjačij Ključ, 24 luglio 2017) è stato un sollevatore russo due volte campione europeo, che ha gareggiato nei pesi piuma e pesi leggeri.

## Carriera
Sergej Petrosjan nacque a Baku, in Azerbaigian, da genitori di discendenza armena, ma nel 1989, a causa dello scoppio del conflitto del Nagorno Karabakh, la sua famiglia fu costretta a trasferirsi nella città di Gorjačij Ključ, posta nel Territorio di Krasnodar. Iniziò a sollevare pesi nel 1998 sotto la guida dell'allenatore russo Sergej Pojrazjan. Nel 2005 è diventato campione europeo juniores a Trenčín e nel 2006 vinse una medaglia d'argento ai campionati mondiali juniores di Hangzhou.
Dal 2007 fece parte della squadra nazionale russa. Nello stesso anno giunse al quarto posto nei campionati mondiali juniores di Praga e vinse i campionati europei a Strasburgo. Un anno dopo bissò il successo ai campionati europei di Lignano Sabbiadoro. Non prese parte ai Giochi Olimpici di Pechino del 2008, poiché lo staff tecnico della squadra russa non iscrisse nessun rappresentante nella categoria dei pesi piuma.
Passato alla categoria dei pesi leggeri, nel 2009 vinse i campionati europei under 23 a Władysławowo e nel 2011 vinse una medaglia d'argento ai campionati europei under 23 di Bucarest. Nel 2012 si piazzò al quinto posto ai campionati mondiali universitari di Kazan'.
È deceduto in circostanze tragiche all'età di 29 anni: il suo corpo fu ritrovato il 24 luglio 2017 in un fiume vicino alla città di Gorjačij Ključ. Le indagini non stabilirono le cause della morte.